# Richard Kaselowsky (Unternehmer, 1888)
Richard Kaselowsky (* 14. August 1888 in Bielefeld; † 30. September 1944 ebenda) war ein deutscher Unternehmer.

## Leben

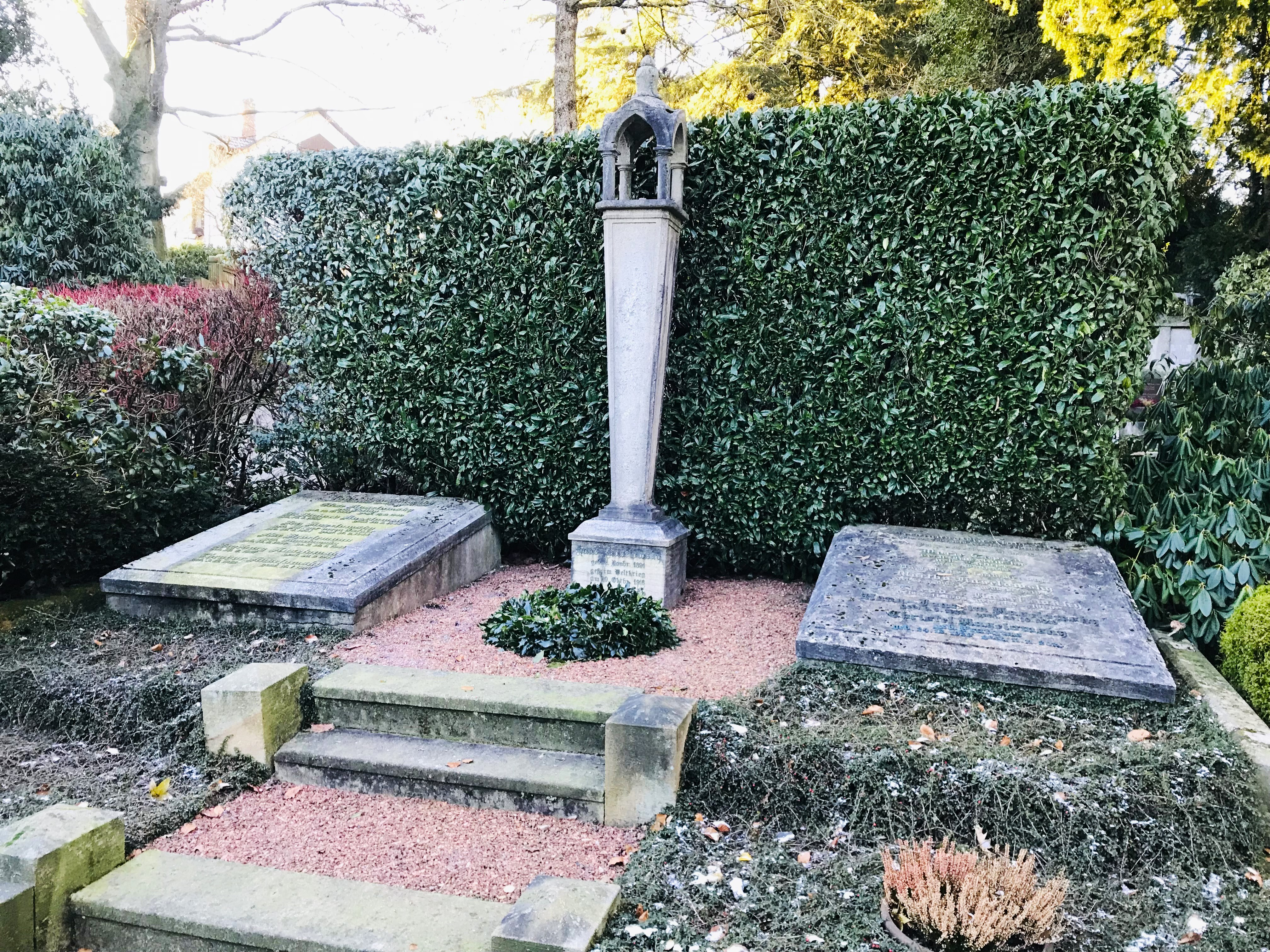
Grabstätte der Familie Kaselowsky auf dem Bielefelder Johannisfriedhof

Richard Kaselowsky war der älteste Sohn des Unternehmers Richard Kaselowsky (1852–1921) und dessen Frau Elise Pauline, geb. Delius (1862–1940). 1907 legte er in Bielefeld das Abitur ab. Er studierte Rechtswissenschaften an der Rheinischen Friedrich-Wilhelms-Universität Bonn, der Friedrich-Wilhelms-Universität Berlin und der Albert-Ludwigs-Universität Freiburg. 1908 bis 1910 absolvierte er eine Banklehre bei der Rheinisch-Westfälischen Disconto-Gesellschaft in Bochum. Seinen Militärdienst als Einjährig-Freiwilliger begann er am 1. Oktober 1910 beim 7. Feldartillerieregiment in München, wurde aber wegen Krankheit 1911 vorzeitig entlassen. Danach absolvierte er eine Ausbildung beim Bankhaus Delbrück, Schickler & Co. in Berlin und lernte dort Rudolf Oetker (1889–1916) kennen, den Sohn des Apothekers und Unternehmers August Oetker. Ab April 1913 setzte er seine Ausbildung an einem Londoner Bankhaus fort.
1914 wurde Kaselowsky Geflügelzüchter und gründete in der Nähe von Bad Nauheim einen Mustergeflügelhof als Lehr- und Zuchtanstalt. 1916 wurde er zum Kriegsdienst eingezogen. Während der Dienstzeit studierte er jedoch an der Universität Frankfurt und wurde dort im Juli 1919 mit seiner Dissertation „Der Rheinisch-Westfälische Kuxenmarkt“ promoviert.
1919 heiratete Kaselowesky Rudolf Oetkers Witwe Ida, geb. Meyer (1891–1944). Mit diesem Schritt stieg er in das Unternehmen Dr. Oetker ein und wurde bald auch Teilhaber. 1920 übernahm er faktisch die Führung des Unternehmens. Zu dieser Zeit waren bereits über 600 Mitarbeiter für das Unternehmen tätig. Er setzte den Erfolg des Gründers fort und weitete Produktion und Vertrieb auch im Ausland aus.
Kaselowsky war außerdem Aufsichtsratsvorsitzender der Chemischen Fabrik Budenheim AG in Mainz, der Gundlach AG in Bielefeld, Aufsichtsratsmitglied der Vogt & Wolf AG in Gütersloh, der Hamburg Südamerikanische Dampfschifffahrts-Gesellschaft (später Reederei Hamburg Süd), sowie stellvertretender Aufsichtsratsvorsitzender der Kochs Adler Nähmaschinenwerke AG (heute Dürkopp Adler AG), der Gebrüder Borchers AG und der Deutsche Bank AG. 1926 gründete er in Ebbesloh (heute zu Gütersloh gehörend) ein Gestüt zur Vollblut-Zucht.
Kaselowsky trat zum 1. Mai 1933 der NSDAP bei (Mitgliedsnummer 2.473.997), er war Mitglied im Freundeskreis Reichsführer SS. Er starb am 30. September 1944 zusammen mit seiner Frau Ida und ihren Töchtern Ilse und Ingeborg bei einem US-amerikanischen Luftangriff auf Bielefeld im zum Bunker ausgebauten Keller seiner Villa, als das Haus von einer Bombe getroffen wurde. Von den Personen, die sich im Keller aufhielten, überlebte einzig Richard Kaselowsky Junior.
In der Nachkriegszeit war Kaselowsky in Bielefeld stark umstritten, vor allem hinsichtlich der Benennung der von seinem Stiefsohn Rudolf-August Oetker mitfinanzierten Kunsthalle Bielefeld. Während die Familie Oetker seine Rolle als Vater und erfolgreicher Unternehmer hervorhob und ihn wegen seines Todes als Opfer des Weltkriegs bezeichnete, wurde von anderer Seite kritisiert, dass seine Nähe und die des Unternehmens zum Nationalsozialismus nie ausreichend reflektiert worden sei. Das von der Oetker-Familie beauftragte und finanzierte Buch Dr. Oetker und der Nationalsozialismus, Geschichte eines Familienunternehmens 1933–1945 arbeitete die NS-Vergangenheit Kaselowskys auf. Heute fördert die von der Familie Oetker eingerichtete Ida und Richard Kaselowsky Stiftung soziale und wohltätige Zwecke.

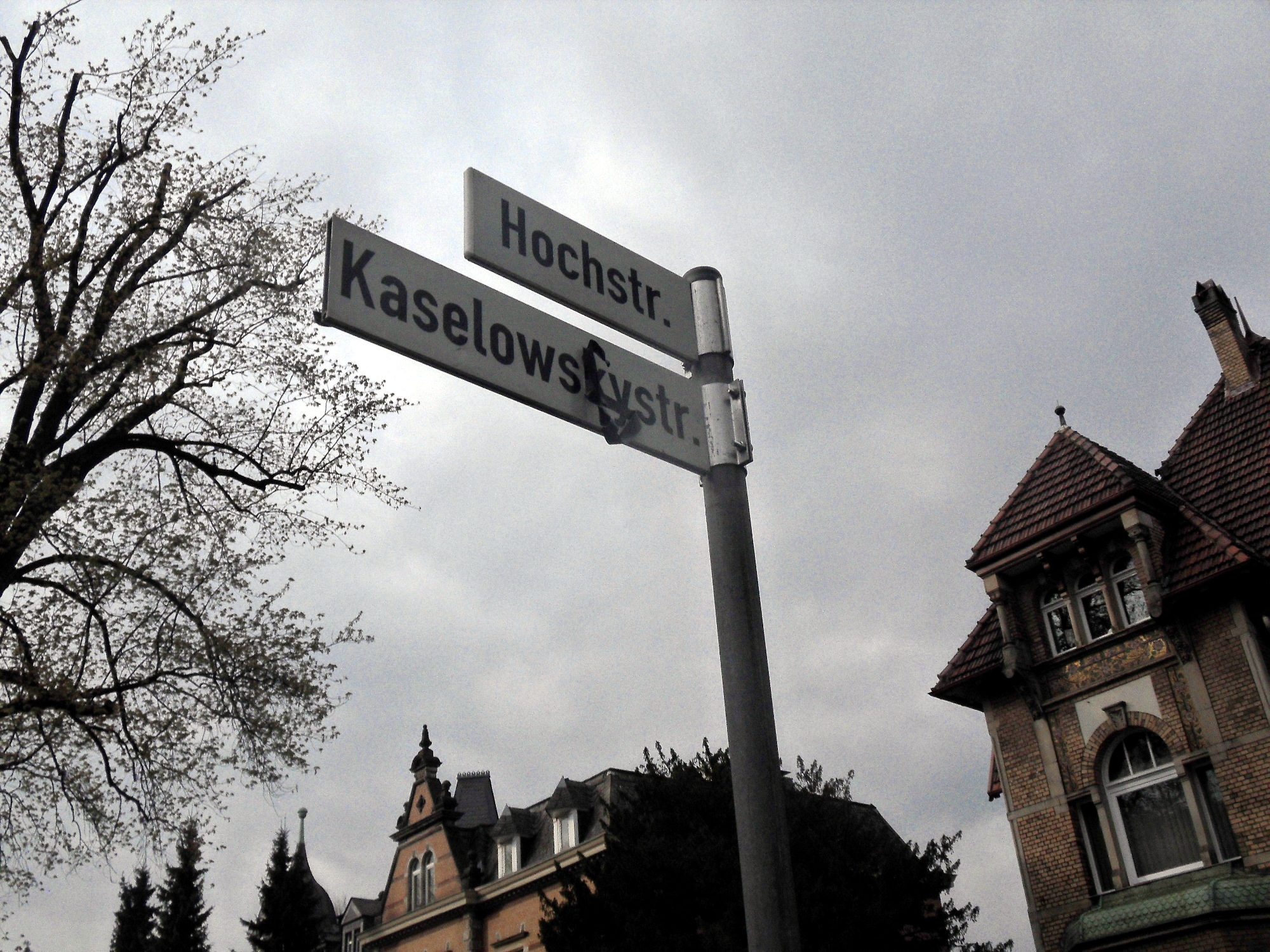
Kaselowskystraße und Hochstraße

1998 strich eine Mehrheit von SPD und Grünen im Stadtrat nach langen Debatten den Namen Kaselowskys aus der Bezeichnung der Kunsthalle. Die anlässlich des 85. Geburtstags von Rudolf-August Oetker im Jahr 2001 vollzogene Umbenennung der Straße, an der die Villa von Kaselowsky stand, in Kaselowskystraße führte zu Protesten. 2016 beschlossen die kommunalen Gremien die Rückbenennung der Straße in Hochstraße, die am 17. Februar 2017 vollzogen wurde.